# Anoplozetes jamiesoni
Anoplozetes jamiesoni är en kvalsterart som beskrevs av Lee och Pajak 1987. Anoplozetes jamiesoni ingår i släktet Anoplozetes och familjen Zetomotrichidae. Inga underarter finns listade i Catalogue of Life.